# Nieuw havenkanaal Middelburg
Het Nieuw havenkanaal Middelburg kwam gereed in 1817 en verving het oude havenkanaal ook bekend als het Kanaal van Welzinge.
Van 1532 tot 1817 fungeerde het Kanaal van Welzinge als belangrijkste waterweg tussen de haven van  Middelburg met het Sloe en de Westerschelde. Deze vaarweg kampte met veel problemen, er was sprake van verzanding waardoor hoge kosten gemaakt moesten worden om het kanaal bevaarbaar te houden en desondanks leverde dit veel hinder op voor de scheepvaart. Schepen konden uiteindelijk alleen met hoogwater Middelburg bereiken.
Tijdens de Franse overheersing besteedde koning Lodewijk Napoleon aandacht aan de problemen van de Middelburgse haven. Hij bepaalde dat er een nieuwe haventoegang voor Middelburg moest komen vanuit het Veerse Gat. De invoering van het continentaal stelsel, waardoor er geen handel meer mogelijk was met Engeland, en de Walcherenexpeditie, een invasie van Engelse soldaten op Walcheren, verhinderden dat het plan werd uitgevoerd.
Na de bevrijding bezocht Willem I in september 1814 het eiland Walcheren en Middelburg. In februari 1815 liet hij de havencommissie naar Den Haag komen om met hem een nieuw havenplan te bespreken. Hier viel het besluit een nieuw havenkanaal te graven van Middelburg naar Wulpenburg, een boerderij ten zuidoosten van Veere. De Staten-Generaal verleenden een lening van één miljoen gulden. Middelburg hoefde geen rente te betalen, maar wel jaarlijks ƒ 25.000 van de schuld af te lossen.
Op 29 juni 1815 begonnen de werkzaamheden en twee jaar later was het kanaal gereed. Op 9 augustus 1817 werd de haven geopend waarbij Willem I met zijn jacht als eerste de haven binnenvoer.
Het kanaal kampte met problemen, de monding verzandde en hier waren extra maatregelen nodig het kanaal bereikbaar te houden. De keuze voor Veere als eindpunt was logischer geweest, die stad en haven kampte met minder verzandingsproblemen, maar Middelburg was bang dat Veere daarmee een grotere concurrent van de stad zou worden.
In 1873 werd het kanaal door Walcheren geopend. Voor dit kanaal werd het traject van het havenkanaal grotendeels gevolgd, met uitzondering van de laatste kilometers. Op verzoek van Veere kwamen de monding en schutsluizen tegen de stad te liggen. De monding bij Wulpenburg en het laatst stukje van het nieuwe havenkanaal zijn gedempt, al zijn de contouren nog goed zichtbaar op foto’s vanuit de lucht. Met de komst van dit kanaal werd de haven van Middelburg getijvrij. 